# Dique Los Alazanes

El Dique Los Alazanes 30°53′07″S 64°27′32″O / -30.88528, -64.45889, es una pequeña represa de hormigón, de poco más de 0,224 hm³ de capacidad, ubicada sobre el río Los Alazanes, que aguas debajo de la represa, se une al río Negro Muerto, dando origen al río Calabalumba, que desagua en el río Dolores, para formar, junto al río Seco, el río San Marcos, que alcanza las aguas del Embalse de Cruz del Eje.

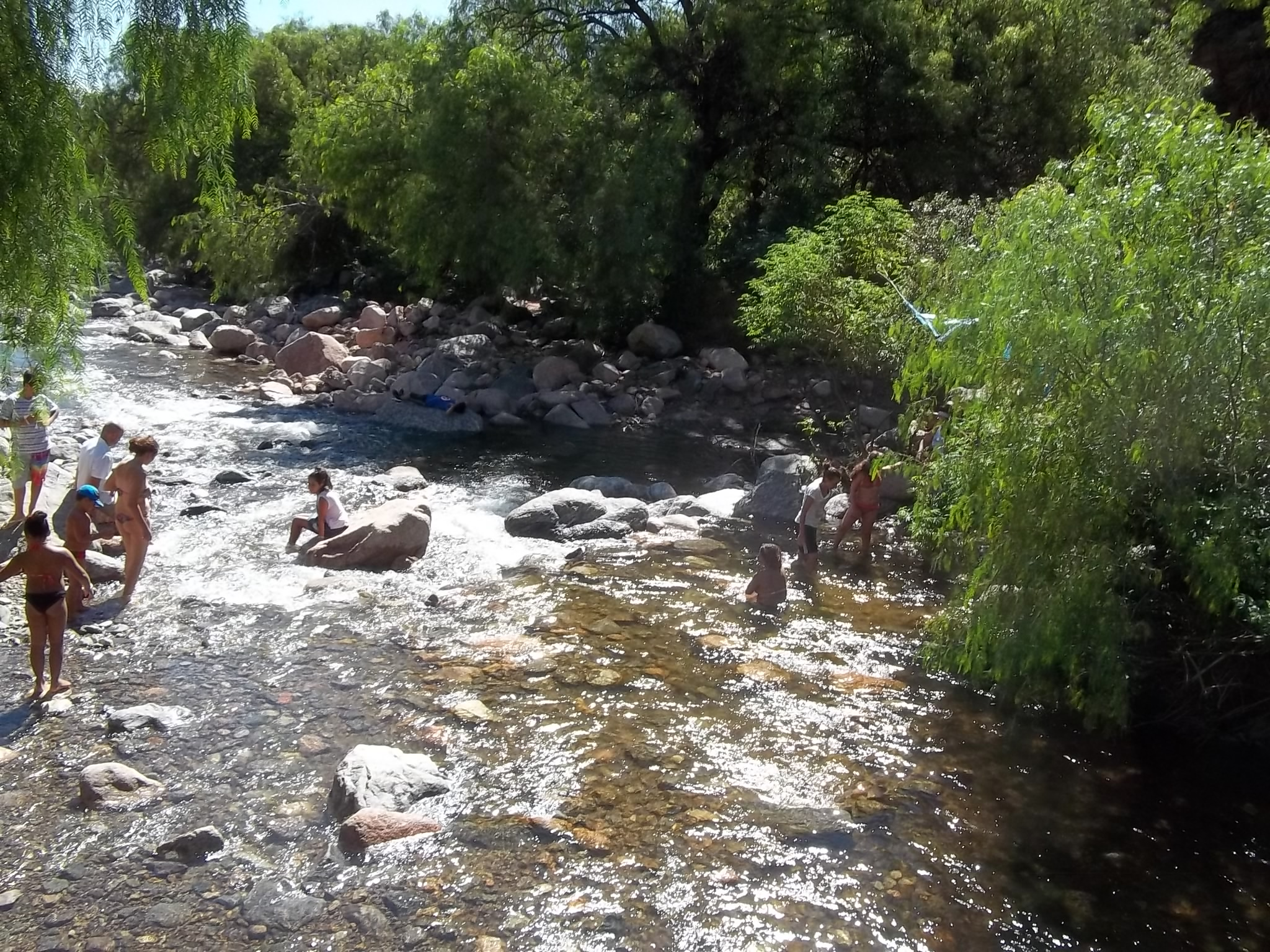
Río Calabalumba

Está ubicado en el Valle de Punilla, en la provincia de córdoba, República Argentina, y fue construida con el único fin de almacenar agua para abastecimiento de la ciudad de Capilla del Monte. Fue inaugurado en 1949
La importancia de esta represa, radica en dos aspectos: el primero, que es la primera represa de Sudamérica en construirse con el sistema de arco[cita requerida] y el segundo, la construida en la cota más elevada de toda la provincia. Para la concreción del proyecto, iniciado hacia finales de 1939 y culminado 5 años más tarde, se debió trasladar todos los materiales a lomo de burro, tanto sea el utilizado para la construcción propiamente dicho, como los víveres para la centena de trabajadores, ya que no existía ningún camino para vehículos de gran porte, ni se podía realizar uno por los elevados costos que representaba.
En la actualidad, la senda que conduce hasta la represa, es la misma huella de herradura que utilizaron sus constructores para trasladar todos los materiales. Se inicia en el actual ‘’balneario La Toma’’ y luego de 4 horas de caminata por monte serrano, se llega al espejo de agua, en el que se puede acampar en sus márgenes hasta el día siguiente.
Se puede pescar, pero con habilitación para ello. A la vera del embalse, existe una oficina de guardaparque y guardafauna que mantiene un registro del escaso movimiento turístico en la zona.